# Рубіжанський картонно-тарний комбінат
ПрАТ «Рубіжанський картонно-тарний комбінат» — підприємство целюлозно-паперової промисловості, розташоване в місті Рубіжне Луганської області, зайняте в галузі виробництва тарного картону.

## Історія
Підприємство побудовано згідно Постанови Ради Міністрів УРСР від 19 червня 1981 року № 323 «Про забезпечення будівництва в 1982—1986 роках картонно-паперового комбінату на базі використання макулатури в м. Рубіжне Ворошиловградської області». Виробництво запущено у 1991 році. Рішенням Луганської державної адміністрації від 30 червня 1994 року картонно-паперовий комбінат перетворений у відкрите акціонерне товариство, пізніше — у приватне акціонерне товариство «Рубіжанський картонно-тарний комбінат».
21 січня 1995 року Рубіжанський картонно-тарний комбінат був переданий в управління державної акціонерної компанії «Укрресурси». 15 травня 1995 року Кабінет Міністрів України затвердив рішення про приватизацію комбінату, після чого державне підприємство було перетворено на відкрите акціонерне товариство.
У серпні 1997 року комбінат був включений до переліку підприємств, що мають стратегічне значення для економіки і безпеки України.
У 1998 році комбінат освоїв виробництво 7-шарового гофрокартону, У 2003 році — виробництво картонної упаковки з офсетним друком і почав промислове виробництво мікрогофрокартону. У 2004 році розпочав випуск гофротари з багатобарвним (до шести кольорів) флексодруком.
У 2007 році комбінат був найбільшим виробником гофрокартону в Україні (30 % від загального обсягу виробництва в країні). Тоді власником 49,59 % акцій комбінату була компанія «DS Smith Ukraine Ltd.», 24,99 % — компанія «SBM Trading Limited» (Кіпр), 22,95 % — компанія «Paper Investment Company Limited» (Кіпр).
Згодом комбінат був перетворений у закрите акціонерне товариство.
Станом на четвертий квартал 2016 року комбінат перебував у власності компаній «DS Smith Ukraine Ltd.» (Велика Британія) та «Komelinco Trading Ltd.» (Кіпр), кожна з яких володіла рівними пакетами по 49,59 % акцій.

## Діяльність

### Виробництво паперу і картону
На підприємстві встановлені картоноробна та папероробна машини загальною потужністю понад 140 тис. т, які забезпечують сировиною подальші виробничі лінії комбінату та інших підприємств. На базі макулатури з додаванням целюлози на картонно-паперовому комбінаті виробляється картон для плоских шарів гофрокартону (тестлайнер), у тому числі білий і білий хмарний (з поверхневим шаром з біленої целюлози). Фахівці комбінату розробили й впровадили власну технологію виробництва паперу для гофрування з 100% макулатури.

### Виробництво гофрокартону і гофротари
Тару з гофрокартону виготовляють на переробних лініях фірм «Martin», «Simon», «Bobst» та ін. Широка розмаїтість типів, розмірів і конструкцій транспортної тари з гофрокартону відповідає стандартам і позначенням європейської федерації виробників гофрованого картону «FEFCO». У 2004 році на Рубіжанському КТК — вперше в Україні та СНД освоєне нове обладнання по випуску гофротари із флексодруком до 6-ти фарб.

### Виробництво високохудожньої упаковки
Наявність повного виробничого комплексу художньої упаковки з гофрокартону із офсетним друком, що включає комплекс устаткування для преддрукувальної підготовки, дає можливість виготовити великі партії упаковки у короткий термін. Тут вперше в Україні почато промислове виробництво мікрогофрокартону профілів F з висотою гофра 1,0-1,2 мм і N з висотою гофра 0,8-1,0 мм для виробництва витонченої художньої упаковки. Офсетний друк здійснюється на листовій друкарській машині «Planeta P-57» з п'ятьма фарбами друку. За бажанням замовника можлива післядрукова обробка заготівок Уф-Лаком. Мікрогофрокартон на виході лінії піддається кашированню (склеюванню) аркушами картону з поліграфічним друком. Далі тут же з таких заготовок висікають і склеюють готову упаковку.